# Maladie de Tinangaja
La maladie de tinangaja est une maladie des plantes causée par un viroïde qui affecte les cocotiers (Cocos nucifera) dans l'île de Guam.
Elle est causée par le viroïde tinangaja du cocotier (CTiV, coconut tinangaja viroid), viroïde mortel qui attaque exclusivement le cocotier.
Cette maladie a été signalée dans l'île de Guam dès 1917, mais n'a jamais été signalé dans aucune autre île du pacifique. Un rapport de 1961 donna à la maladie le nom d' infectious yellow mottle decline (dépérissement à marbrure jaune infectieuse).
Le viroïde tinangaja du cocotier est très proche du viroïde cadang-cadang du cocotier avec lequel il présente une grande homologie de séquences de nucléotides. 

## Symptômes
La maladie se manifeste d'abord par un affaiblissement de la couronne qui perd des feuilles, et un dessèchement des fruits qui se racornissent. De minuscules taches chlorotiques apparaissent sur les feuilles.
Au fil de la progression de la maladie, les inflorescences s'affaiblissent, la production de fruits cesse et la couronne se réduit à quelques feuilles en lambeaux. Finalement, les arbres affaiblis sont souvent abattus par les orages, toutefois le délai entre les premiers symptômes et la mort de l'arbre peut atteindre 15 ans. 